# John G. Blystone
John G. Blystone (parfois crédité J. G. Blystone, J.G. Blystone, Jack Blystone, John Blystone)  est un scénariste, acteur, réalisateur et producteur américain né le 2 décembre 1892 à Rice Lake, Wisconsin (États-Unis), mort le 6 août 1938 à Beverly Hills (Los Angeles).

## Filmographie

### Comme réalisateur
- 1915 : Their Last Haul
- 1915 : Rough But Romantic
- 1915 : A Change in Lovers
- 1915 : Under the Table
- 1915 : Shaved in Mexico
- 1915 : A Stool Pigeon's Revenge
- 1915 : Love and Sour Notes
- 1915 : Broken Hearts and Pledges
- 1915 : The Child Needed a Mother
- 1916 : The Double's Troubles
- 1916 : A Busted Honeymoon
- 1916 : How Stars Are Made
- 1916 : Pirates of the Air
- 1916 : Unhand Me, Villain!
- 1916 : Tillie's Terrible Tumbles
- 1916 : Alice in Society
- 1917 : Love on Crutches
- 1917 : Balloonatics
- 1917 : Automaniacs
- 1917 : Neptune's Naughty Daughter
- 1917 : Her Bareback Career
- 1917 : She Did Her Bit
- 1918 : Oh, Baby!
- 1918 : What's the Matter with Father?
- 1918 : Her Unmarried Life
- 1918 : In Dutch
- 1918 : Choo Choo Love
- 1918 : Hey, Doctor!
- 1920 : Dangerous Eyes
- 1920 : Kiss Me Quick
- 1920 : The Great Nickel Robbery
- 1920 : The Huntsman
- 1921 : All Wrong
- 1921 : The Jockey
- 1921 : The Guide
- 1921 : Dudule Toréador (The Toreador)
- 1921 : Dudule Chauffeur (The Chauffeur)
- 1922 : The Reporter
- 1922 : Lazy Bones
- 1922 : My Hero
- 1923 : Une partie de plaisir (A Friendly Husband)
- 1923 : Where There's a Will
- 1923 : T'excite pas (Soft Boiled)
- 1923 : Why Pay Rent?
- 1923 : Les Lois de l'hospitalité (Our Hospitality), coréalisation de Buster Keaton
- 1924 : Ladies to Board
- 1924 : Oh, You Tony!
- 1924 : Teeth
- 1924 : Le Dernier Homme sur terre (The Last Man on Earth)
- 1925 : Le Brigand gentilhomme (Dick Turpin)
- 1925 : Tel... Don Juan (The Lucky Horseshoe)
- 1925 : La Caverne tragique (The Everlasting Whisper)
- 1925 : Sans crier gare! (The Best Bad Man)
- 1926 : Ferme au poste (My Own Pal)
- 1926 : Docteur Frakass (Hard Boiled)
- 1926 : Plein la vue (The Family Upstairs)
- 1926 : Fils de l'orage (Wings of the Storm)
- 1927 : Les Conquêtes de Norah (Ankles Preferred)
- 1927 : Esclaves de la beauté (Slaves of Beauty)
- 1927 : La Belle apprivoisée (Pajamas)
- 1928 : Sharp Shooters
- 1928 : Grande Vedette (Mother Knows Best)
- 1929 : Capitaine Swing (Captain Lash)
- 1929 : Thru Different Eyes
- 1929 : Le Vautour (The Sky Hawk)
- 1930 : The Big Party
- 1930 : So This Is London
- 1930 : Tol'able David
- 1931 : Men on Call
- 1931 : Mr. Lemon of Orange
- 1931 : Young Sinners
- 1932 : Charlie Chan's Chance
- 1932 : She Wanted a Millionaire
- 1932 : Papa amateur (Amateur Daddy)
- 1932 : The Painted Woman
- 1932 : Too Busy to Work
- 1933 : Fille de feu (Hot Pepper)
- 1933 : Shanghai Madness
- 1933 : La 40 chevaux du roi (My Lips Betray)
- 1934 : La Soirée de Miss Stanhope (Coming Out Party)
- 1934 : Premier Amour (Change of heart)
- 1934 : Hell in the Heavens
- 1935 : Le Démon de la politique (The County Chairman)
- 1935 : Bad Boy
- 1936 : Gentle Julia
- 1936 :  Little Miss Nobody
- 1936 : La Brute magnifique (Magnificent Brute)
- 1936 : Ennemis publics (Great Guy)
- 1937 : Madame poursuit Monsieur (Woman Chases Man)
- 1937 : Musique pour madame (Music for Madame)
- 1938 : Les montagnards sont là (Swiss Miss)
- 1938 : Têtes de pioche (Block-Heads)

### comme producteur
- 1918 : Ambrose's Icy Love
- 1918 : Ambrose, the Lion Hearted
- 1918 : Ambrose and His Widow
- 1918 : Hey, Doctor!
- 1925 : Tel... Don Juan
- 1929 : Thru Different Eyes

### comme scénariste
- 1914 : A Wife on a Wager
- 1923 : Soft Boiled

### Comme acteur
- 1914 : The Wheel of Life de Wallace Reid
- 1914 : Cupid Incognito de Wallace Reid
- 1914 : Passing of the Beast de Wallace Reid